# История почты и почтовых марок Британского Камеруна

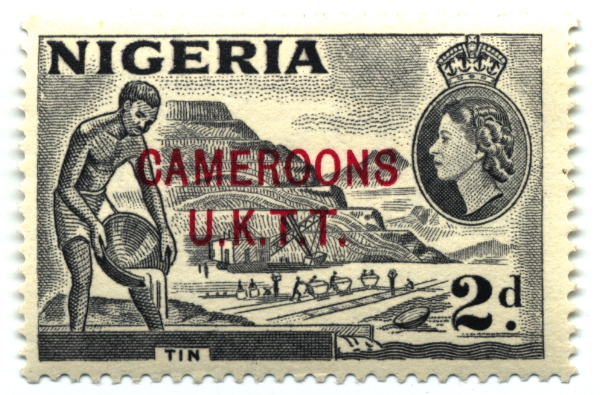
2-я почтовая марка Британского Камеруна (1953 г.).

Данная статья представляет собой обзор почтовых марок и истории почты Британского Камеруна. Он состоит из двух основных частей: оккупации немецкого Камеруна англо-французскими войсками в 1915 году, когда немецкие колониальные марки выпускались с надпечаткой и доплатой; и ситуация после плебисцита 1961 года, после которого бывший Британский Камерун, ныне известный как Амбазония, был разделен между Камеруном и Нигерией.

## Историческая справка
Камерун находился под протекторатом Германии под названием Германский Камерун в начале Первой мировой войны. Он был оккупирован англо-французскими войсками в сентябре 1914 года и окончательно захвачен в феврале 1916 года. Основная часть страны стала французской колонией Камерун, в то время как Великобритания претендовала на две западные области, прилегающие к нигерийской границе. Все вместе они были известны как Британский Камерун и, после Второй мировой войны, отдельно как Северный Камерун и Южный Камерун. Англо-французские претензии были ратифицированы мандатами Лиги Наций в 1922 году.

## Проблемы британской оккупации: 1915 год

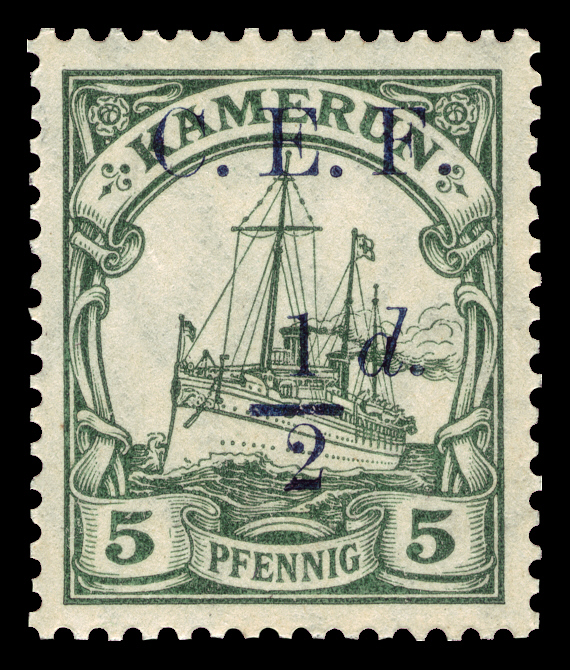
Марка британской оккупации, 1915 г., с надпечаткой C.E.F. (Камерунский экспедиционный корпус) и доплатой в полпенни.

Марки Германского Камеруна с надпечаткой C.E.F. (Камерунский экспедиционный корпус) и в июле 1915 года британские оккупационные силы облагали его ценой от полпенни до пяти шиллингов.

## Британский Камерун
Примерно с 1920 года в Британском Камеруне использовались марки Нигерии без надпечатки. Их можно распознать только по знакам гашения, которые показывают одно из 15 соответствующих почтовых отделений. После окончания Второй мировой войны Британский Камерун был формально разделен на северную и южную части, но оба продолжали использовать нигерийские марки с местными гашениями.

## Северный и Южный Камеруны
После того как в январе 1960 года французский Камерун обрел независимость, в феврале 1961 года было решено провести плебисциты в Северном и Южном Камерунах. Северный Камерун решил присоединиться к Нигерии с 31 мая 1961 года и, таким образом, продолжал использовать нигерийские марки, как и раньше. Южный Камерун решил присоединиться к Камеруну с 1 октября 1961 года.
В этом промежутке были выпущены марки Нигерии стоимостью от одного полпенни до одного фунта с надпечаткой CAMEROONS U.K.T.T. (Подопечная территория Соединенного Королевства). Эти марки были действительны в Северном и Южном Камеруне до прекращения их раздельного существования.

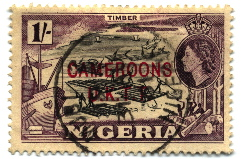
Марка шиллинга, используемая в Муби, ныне в Нигерии
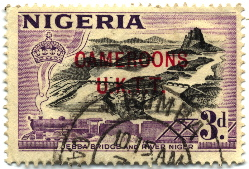
Трёхпенсовая марка, используемая в Кумбе, ныне в Камеруне